# Missoni
Missoni est une entreprise italienne spécialisée dans la mode, basée à Varèse. Cette maison est célèbre pour sa maille, ses couleurs et ses imprimés colorés, fleuris et fruités. L’entreprise a été fondée par l'ancien athlète Ottavio Missoni et sa femme Rosita Jelmini en 1953. Mais c'est dans les années 1970 que la marque se révèle.

## Historique
La fondation de la griffe est le résultat de la rencontre entre Ottavio Missoni et Rosita Jelmini.
Durant la Seconde Guerre mondiale, Missoni ouvre un atelier en collaboration avec son ami George Oberweger pour produire des vêtements de sport en laine. Sa création, le costume « Venjulia » fut choisi par l’équipe italienne lors des Jeux olympiques de 1948 à Londres, lors desquels Ottavio Missoni a également participé en tant qu’athlète. C’est alors qu’il rencontre Rosita Jelmini Missano Octavius, issue d'une famille de maille de Golasecca dans la province de Varèse.
Les deux se marient en avril 1953 et ouvrent un petit atelier de tricot à Gallarate, près du village de Rosita, créant la marque Maglificio Jolly. En 1958, ils présentent dans le grand magasin La Rinascente de Milan leur première collection, baptisée « Milano-Sympathy ». L’entreprise prospère et bénéficie du soutien d’Anna Piaggi, éditrice de la revue Arianna di Mondadori. Le succès vient au début des années 1960 avec le motif en zigzag.
Lors d’un voyage à New York en 1965, Rosita rencontre la styliste française Emmanuelle Khanh et une collaboration entre les deux marques ainsi qu’une nouvelle collection de mode peu après en résulte. Le premier défilé Missoni a lieu à Milan en 1966 ; il est surnommé par la presse « put-together » et a un retentissement important. Leur renommée fut assurée en 1967 lorsque les fondateurs de Missoni furent invités à montrer leurs créations au Palais Pitti à Florence. Rosita a demandé aux mannequins de retirer leurs soutiens-gorge, soi-disant parce qu’ils étaient de la mauvaise couleur et se voyaient à travers leurs blouses en lamé fin. Lors du défilé, avec la lumière et les spots, les vêtements sont devenus transparents et les organisateurs furent choqués (ils n’ont pas réinvité les créateurs l’année suivante). L’entreprise continue à prospérer et construit une nouvelle usine à Sumirago en 1969. Avec les échos du défilé de 1967 et leurs designs colorés, Missoni est plébiscité aux États-Unis par Diana Vreeland, alors rédactrice en chef du magazine Vogue. La premier point de vente ouvre en 1970 sur le sol américain, chez Bloomingdales. 

## Style
La renommée de la marque s'est fait sur une ligne de vêtement basée sur des motifs en zigzag, d'imprimés et de mélanges des fibres et des teintes. 

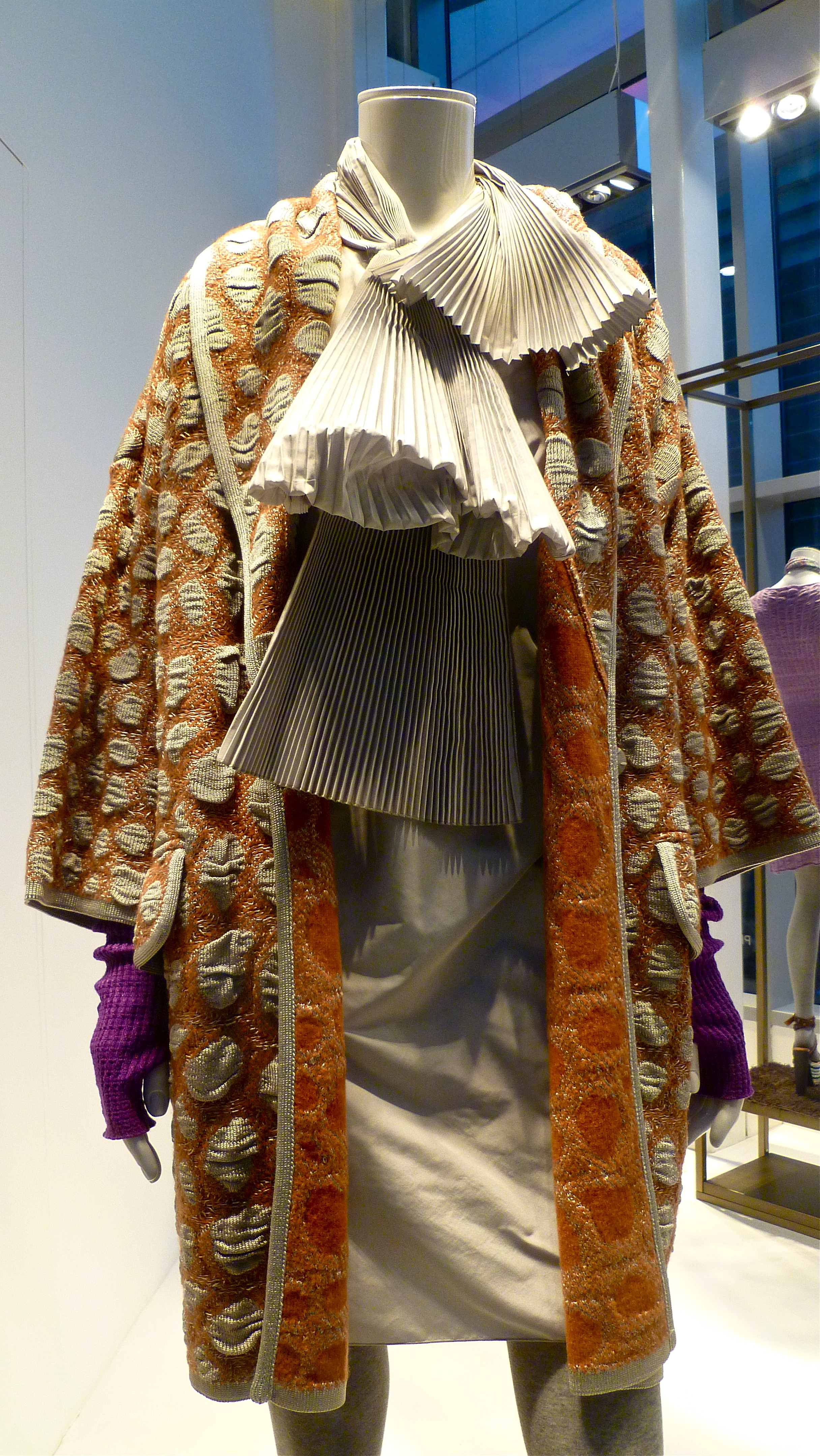
Veste par la maison Missoni, 2010

Les tricots Missoni sont célèbres pour leur multitude de motifs tels que les rayures, les figures géométriques, les motifs floraux, utilisés dans un kaléidoscope de couleurs. Ils sont aussi connus pour leur liberté d’utilisation de nombreuses fibres différentes telles que la laine, le coton, le lin, la viscose et la soie. Les teintes sont souvent obtenues par l'addition de plusieurs couleurs et de formes tissées.
La marque habille des personnalités allant de Jackie Kennedy à Kate Middleton.

## Marques
L'entreprise artisanale du début est devenue un empire international intégrant plus d'une vingtaine de filiales telles maison, décoration, homme, parfums, prêt-à-porter.
En dehors de l’axe principal de la marque (prêt-à-porter féminin et masculin), l’entreprise s’est diversifiée dans une variété de produits de luxe. 
Missoni Sport, donc la production et la commercialisation ont commencé en janvier 2002 a depuis été abandonné. 
M Missoni, une ligne plus abordable a été introduite en 1998. Fabriquée et distribuée par Marzotto (aujourd’hui Valentino Fashion Group), cette ligne connaît un succès remarquable : elle touche un grand nombre de consommateurs et est maintenant vendu dans les grands magasins et magasins spécialisés à travers le monde. 
La collection Missoni Home trouve ses racines dans les tissus d’ameublement produits en 1981 en collaboration avec l’entreprise de la famille de Rosita. 
La marque a lancé son premier parfum à New York en 1980.

## Parfums
Parmi les parfums de l’atelier Missoni, on trouve : 
- Missoni pour femme (1980)
- Mission Uomo pour homme (1983)
- Molto Missoni pour femme (1990)
- Noi Missoni pour femme (1995)
- Missoni Acqua (2006)
- Missioni pour femme (2006)